# Wehrkreis I
Het Wehrkreis I (Königsberg)  (vrije vertaling: 1e militaire district (Koningsbergen)) was een territoriaal militaire bestuurlijke eenheid tijdens de Weimarrepubliek, en later van het nationaalsocialistische Duitse Rijk. Het bestond vanaf 1919 tot 1945.
Het Wehrkreis I was verantwoordelijk voor de militaire veiligheid van het Oost-Pruisen. Het voorzag ook in de bevoorrading en training van delen van het leger van de Reichswehr en het Heer in het gebied.
Het gebied van het Wehrkreis I was 78.731 vierkante kilometer groot, met een bevolking van 4.667.000 in 1944. Het hoofdkwartier van het Wehrkreis I  was gevestigd in Koningsbergen.
Het Wehrkreis I  had twee Wehrersatzbezirke, Allenstein, Koningsbergen (vrije vertaling: twee reserve militaire districten).
Luftgau I werd opgebouwd door het Wehrkreis I.

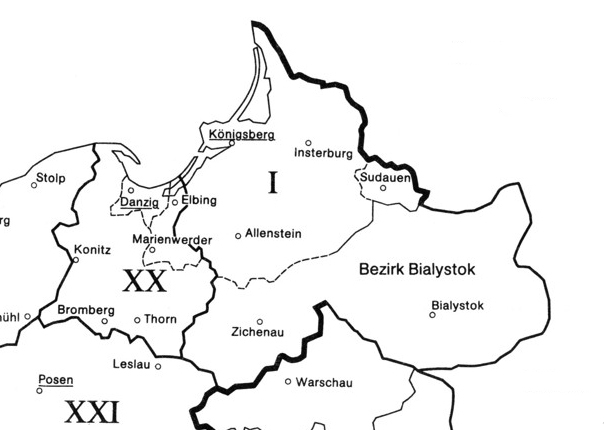
Kaart van het Wehrkreis I in 1943.

## Bevelhebbers[6]
| Rang                   | Naam                          | Begin                               | Eind                              | Opmerking |
| ---------------------- | ----------------------------- | ----------------------------------- | --------------------------------- | --- |
| Generalleutnant        | Ludwig von Estorff            | 1919                                | 1920                              | |
| Generalleutnant        | Johannes von Dassel           | 1 oktober 1920                      | 31 oktober 1923                   | Vanaf maart 1920 tot mei 1920 als plaatsvervangend bevelhebber, daarna vanaf 1924 als bevelhebber Wehrkreis. |
| Generalleutnant        | Wilhelm Heye                  | 1 november 1923                     | 8 oktober 1926 - 31 oktober 1926  | |
| Generalleutnant        | Friedrich von Esebeck         | 1 november 1926                     | 30 september 1929                 | |
| Generalleutnant        | Werner von Blomberg           | 1 oktober 1929                      | 30 januari 1933                   | |
| General der Artillerie | Walther von Brauchitsch       | 1 februari 1933 - 1 maart 1933      | 1 april 1937                      | Laatste commandant van de 1e Divisie |
| General der Artillerie | Georg von Küchler             | 1 april 1937                        | 31 juli 1939 - 26 augustus 1939   | Mobilisatie voor de Tweede Wereldoorlog. Hiervoor eerst commandant van de 1e Infanteriedivisie. |
| Generalleutnant        | Oskar von Hindenburg          | 26 augustus 1939 - 1 september 1939 | 25 oktober 1939 - 5 november 1939 | mit der stellvertretende Führung beauftragt (m.d.st.F.b.) (vrije vertaling: met het plaatsvervangend leiderschap belast)                                                                                          |
| General der Artillerie | Alfred von Vollard-Bockelberg | 25 oktober 1939 - 5 november 1939   | 14 mei 1940 - 19 juni 1940        | |
| General der Artillerie | Wilhelm Ulex                  | 2 juni 1940 - 20 oktober 1940       | 30 april 1941 - 1 mei 1941        | Voormalig bevelhebber van het Wehrkreis XI. |
| General der Artillerie | Peter Weyer                   | 1 mei 1941                          | 31 januari 1943                   | Voormalig bevelhebber van het Wehrkreis X. |
| General der Artillerie | Albert Wodrig                 | 31 januari 1943 - 1 februari 1943   | 1 november 1944                   | |
| General der Infanterie | Otto Lasch                    | 1 november 1944                     | 9 april 1945                      | In januari 1945 werd Oost-Pruisen door het Russisch leger aangevallen. Op 9 april 1945 werd Lasch door Hitler gedegradeerd en tot de dood veroordeeld, dit vanwege de overgave van Koningsbergen op dezelfde dag. |

## Wehrkreiskommando I
Vanaf 1919 was de staf geplaatst in het commandantgebouw gevestigd aan de Hinterroßgarten 43, dat werd in 1928 verkocht voor 76.000 RM.

## Wehrkreis-Waffenmeisterei
De Waffenmeisterei was gevestigd aan de Rothensteiner Straße, Königsberg. Er werkte 700 medewerkers. Het was ondergeschikt aan het Heereszeugamt.

## Militair districtspastoor
in de Weimarrepubliek was de pastoor; één voor elk van de zeven militaire districten; ondergeschikt aan de veldprovoost, vanaf 1934 aan de veldbisschop. In 1933 steeg het aantal naar 15 pastoren. De pastoors, aangeduid als "ev. of kat. Wehrkreispfarrer ", waren ondergeschikt aan de staf van het Wehrkreiskommando (vrije vertaling: militaire districtscommando) als griffiers voor aangelegenheden van legerpastoraat.
De functie van predikant in het Wehrkreis I had in het hele Duitse Rijk had een bijzonder voorrecht, aangezien het preken werden gedaan in de kroningskerk van de Pruisische koningen.

### Katholiek pastoor
Vanaf het begin van 1920 tot eind september 1927 was Franz Rarkowski katholiek Divisie- en militair districts-pastoor.
In 1932 werd de latere Leitende Marinedekan Stanislaus Estevant (1882–1956) benoemd. Aansluitend bekleedde Anton Poschmann (1894-1970) deze functie, totdat hij in 1933 met gedwongen pensionering moest.

### Protestantse militair districtspastoor
Vanaf 1921 tot 1926 was Albert Otto, en later vanaf 1940 tot 1943 Aufsichtsführender Pfarrer. (vrije vertaling: toezichthoudende pastoor) bij de Militärbefehlshaber Belgien–Nordfrankreich  (vrije vertaling: militair bevelhebber van België en Noord-Frankrijk). En vanaf 1944 aansluitend in dezelfde functie bij de Oberbefehlshaber West  (Opperbevelhebber West). Vanaf 1926 tot 1933 was Ludwig Müller (later de Reichsbischof van de Duitse Evangelische Kerk (DEK) en Führungsperson van de Deutsche Christen (vrije vertaling: Rijksbisschop en leider van de Deutsche Christen)). Walter Trepte bekleedde deze functie vervolgens tot 1939. Hij werd opgevolgd door de Oberst en later Wehrmacht-decaan Stefan Gmeiner (1895-1952), die in beide wereldoorlogen meerdere keren onderscheiden was, Ewald Hage verving Gmeiner in 1944 werd vanwege een verwonding.

## Politieautoriteiten en SD-diensten
Er werden overeenkomstige politieautoriteiten en SD-diensten toegewezen aan het Wehrkreis. Er was een hoofdbureau van de staatspolitie/Kriminalpolizei in Koningsbergen, en een staatspolitiebureau/recherchebureau in Allenstein, Tilsit en Zichenau-Schröttersburg en andere buitenposten van de staatspolitie.
Höherer SS- und Polizeiführer (HSSPF) Nordost, Wehrkreis I, waren:
- Wilhelm Rediess (28 juni 1938 - 25 augustus 1939[31]/19 juni 1940[32][33])
- Jakob Sporrenberg (21 juni 1940 - 1 mei 1941[34][33][35])
- Hans-Adolf Prützmann[36] (1 mei 1941[37] - 20 februari 1944[37])
- Hans-Adolf Prützmann (20 februari 1944 - 8 mei 1945[38][33])
- George Ebrecht (8 december 1941 tot zijn verlof op 4 december 1944 was hij plaatsvervangend bevelhebber[39][33])

Befehlshaber der Ordnungspolizei (BdO):
- Plaatsvervangend Fritz Schuberth (14 juli 1944 - 5 augustus 1944[40])
- Rudolf Mueller-Boenigk (20 februari 1942 - 5 augustus 1944[41])
- Karl Franz (15 juli 1941 - 8 oktober 1941[42]) (m.d.W.d.G.b.)[43]
- Karl Franz (8 oktober 1941 - 20 februari 1942[43]) (m.d.W.d.G.b.)[43]

Inspekteur der Ordnungspolizei (IdO): 
- Curt Kowalski (15 september 1936 - 1 april 1939[44])
- Curt Pohlmeyer (1 april 1939 - 15 december 1939[45])
- Otto Rasch (30 november 1939 - 1 november 1941[46])
- Otto von Oelhafen (1 januari 1940 - 1 mei 1941[47])

SD-eenheden:
- SD-Leitabschnitt Köningsberg
- SD-Abschnitt Allestein
- SD-Abschnitt Tilsit

## Bekende personen in het Wehrkreis
- Heinrich Graf zu Dohna-Schlobitten: vanaf 1939 stafchef en verzetsstrijder
- Hans Otto Erdmann: vanaf 1944 1. Generalstabsoffizier (vrije vertaling: 1e Generale Stafofficier) van het Wehrkreis en verzetsstrijder
- Siegfried Hoffheinz: officier van geneeskundige dienst
- Erich Koch: Rijksverdedigingscommissaris van het Wehrkreis
- Anton Kuhn: vanaf 1939 plaatsvervangend pastoor, later decaan van het militair gewest van de Bundeswehr.
- Heinrich Graf von Lehndorff-Steinort: verbindingsofficier van operatie Walküre, van het Wehrkreis en verzetsstrijder
- Otto von Oelhafen: vanaf januari 1940 tot oktober 1940 Inspekteur der Ordnungspolizei (IdO) in het Wehrkreis
- Curt Pohlmeyer: vanaf april 1939 tot januari 1940 Inspekteur und Befehlshaber der Ordnungspolizei in het Wehrkreis
- Theodor Rehberg: als Obermedizinalrat (vrije vertaling: senior raadgevend arts) en turberculosedeskundig adviseur van het Wehrkreis, later van het Wehrkreis IX
- Walter von Reichenau: vanaf 1930 stafchef
- Friedrich Stahl: vanaf 1943 personeelsfunctionaris in het Wehrkreis
- Wilhelm-Hunold von Stockhausen: vanaf 1944 als opvolger van Oskar von Hindenburg als Kommandeur der Kriegsgefangenenlager van het Wehrkreis

## Afkorting
- mit der Wahrnehmung der Geschäfte beauftragt (m.d.W.d.G.b.) - vrije vertaling: met de waarneming van de functie belast